# Viola canina
La viola selvatica  (Viola canina) L, 1753 è una specie appartenente alla famiglia delle Violacee.

## Descrizione
È una pianta perenne che cresce fino a 5–15 cm di altezza. I fiori dai petali di colore blu pallido, fioriscono tra aprile e luglio. Sulla pianta solitamente possono trovarsi funghi patogeni come Puccinia violae e Ramularia lactea.

## Distribuzione e habitat
Il suo areale comprende l'Europa continentale; il suo habitat sono brughiere, paludi, e boschi umidi.